# Constellation (EP)
Constellation ist die zweite EP der norwegischen Metal-Band Arcturus. Sie erschien 1994 bei Nocturnal Art.

## Entstehung und Veröffentlichung
Nach der Veröffentlichung der ersten EP My Angel im Jahr 1991 verließ der Sänger Marius Vold die Band und Sverd wechselte von der Gitarre an die Keyboards. Garm von Ulver und Samoth von Emperor stießen 1993 zu Arcturus. Über Samoths Plattenlabel Nocturnal Art wurde Constellation schließlich veröffentlicht. Da die EP ursprünglich nur als Promo-Tonträger für ein kommendes Album gedacht war, war sie auf 500 Stück limitiert.
Die vier Stücke der EP erschienen 1996 in neu eingespielten Versionen auf dem Debütalbum Aspera hiems symfonia. Es gab mehrere Neuauflagen von Constellation zusammen mit My Angel und anderen teilweise unveröffentlichten Stücken: 1997 als LP bei Nocturnal Art, 2002 remastert und mit dem Debütalbum als Doppel-CD bei Candlelight Records unter dem Titel Aspera hiems symfonia/Constellation/My Angel und 2012 in verschiedenen CD- und LP-Editionen mit jeweils unterschiedlichem, unveröffentlichtem Bonusmaterial bei Kyrck Productions.

## Titelliste und Musik
1. Rødt og Svart – 6:09
2. Icebound Streams and Vapours Grey – 4:42
3. Naar Kulda Tar (Frostnettens prolog) – 4:27
4. Du Nordavind – 4:30

Wie zwei Jahre später auf Aspera hiems symfonia verbinden Arcturus auch hier schon das Doublebass-Spiel und den Kreischgesang des Black Metal mit orchestralen Keyboards und Chorgesang, wenn auch in weniger ausgereifter Form.

## Rezeption
„Um so beachtlicher der Quantensprung zur ‘Constellation’-EP: 1993 mitten in den Schlund der Sturm- und Drangphase der Black Metal-Bewegung gespieen, entzog sich die auf 500 Einheiten limitierte Veröffentlichung ungeachtet ihrer unanzweifelbaren Gattungszugehörigkeit (schon die Beteiligung der prominenten norwegischen Szeneköpfe rechtfertigte eine solche) einer Vereinnahmung durch Dogmen jeglicher Art: Sverds Keyboardarrangements waren ihrer Zeit weit voraus; Garm, dessen Reputation dank Ulver ohnehin hoch war und wohl keiner ausufernden Erläuterung bedürfen sollte, übernahm die Vocals und verlieh ihnen die viel gerühmte Tiefe; die Rekrutierung von Samoth, zu jener Zeit ein gerngesehener Gast bei vielen Combos, steigerte Arcturus’ Marktwert enorm.“